# Batalla de Formigues
La batalla naval de Formigues tuvo lugar en 1285 en las islas Formigues, situadas frente a la costa de Palamós, Cataluña. En ella, la flota francesa fue derrotada por la aragonesa comandada por el almirante Roger de Lauria.

## Historia
En 1284, el rey Felipe III el Atrevido, de Francia, decidió invadir Aragón con un gran ejército, al que el papa Martín IV dio la consideración de cruzados. Se la llamó "Cruzada Aragonesa", y en opinión del historiador Chaytoe se trató de "la más injusta, innecesaria y calamitosa empresa realizada por la monarquía capeta". El objetivo del rey francés no era otro que coronar a su propio hijo Carlos de Valois rey de Aragón (el hijo de éste, Felipe VI, lo sería de Francia) y apoyar a su primo Carlos de Anjou en su conflicto con los aragoneses por el trono de Sicilia. Apenas dos años antes, Pedro el Grande y sus aliados bizantinos habían urdido las Vísperas Sicilianas que habían arrebatado la isla al de Anjou, en favor de Aragón.
El rey de Mallorca, Jaime II, hermano del monarca aragonés y conde del Rosellón, también apoyaba al Capeto. En Aragón, el rey Pedro el Grande había ofendido a los nobles debido al vigoroso ejercicio de la autoridad real, recibiendo escaso apoyo por su parte. Sin embargo, las atrocidades cometidas por los invasores en los asedios de Elna y Gerona levantaron a las ciudades y al campo en contra de ellos.
El ejército invasor avanzaba lentamente, rindiendo las obstinadamente defendidas ciudades una por una, y contaba con la cooperación de un gran número de aliados, estacionados en escuadras a lo largo de la costa, las cuales traían suministros desde Narbona y Aigües-Mortes. De hecho, las líneas de suministro dependían totalmente de la flota francesa.

El rey Pedro se dio cuenta de que la interrupción de las líneas de suministro francesas les forzarían con toda seguridad a retirarse. Para ello, estaba dispuesto a arriesgar Sicilia durante un tiempo, y llamó a la flota aragonesa, al mando de Roger de Lauria, de Palermo, a la costa. El almirante alcanzó Barcelona el 24 de agosto al frente de 40 galeras de guerra, siendo informado de la disposición de los franceses.

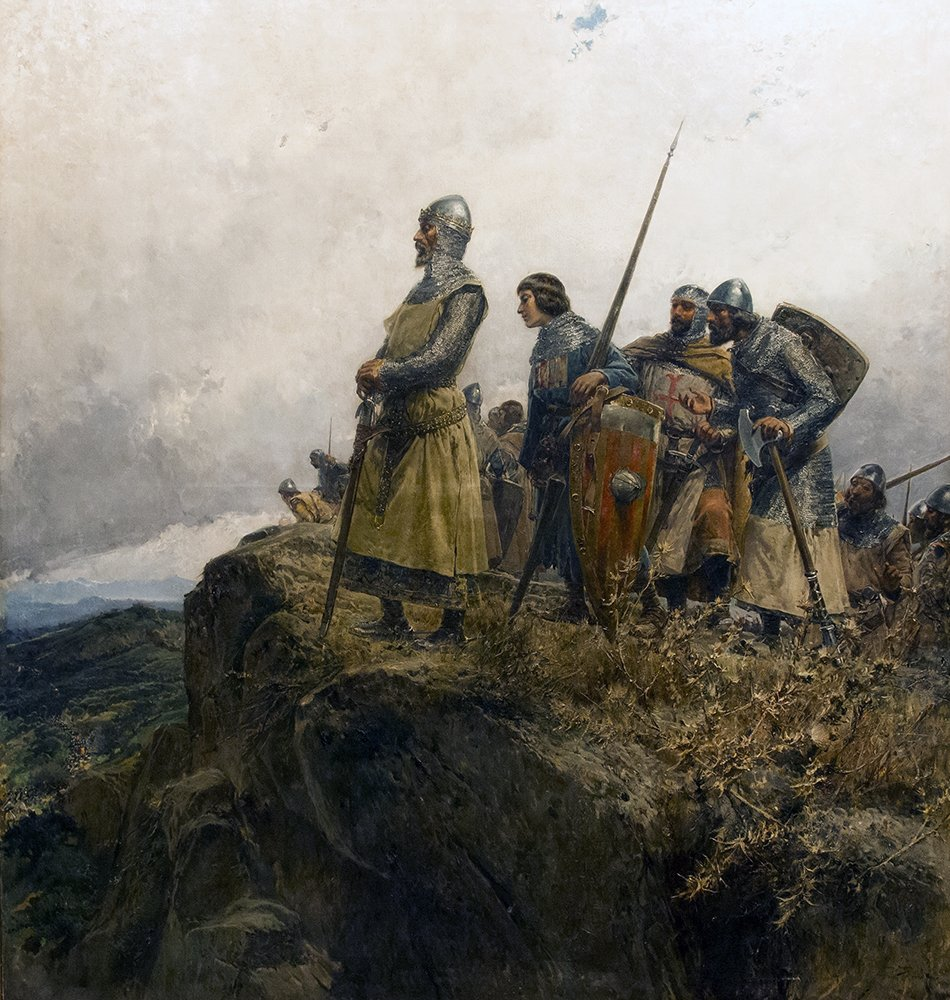
Pedro III el Grande en el collado de las Panizas, por Mariano Barbasán. 1891. (Diputación Provincial de Zaragoza).

Advirtió que si podía romper el centro de la línea de escuadrones, tan estirada como estaba, podría posteriormente deshacerse de los extremos. En la noche del 28 de agosto, cayó sobre la escuadra central de la flota francesa cerca de las islas Formigues. El hábil Lauria colocó dos fanales encendidos en cada galera, para que en la oscuridad de la noche su flota pareciera el doble de grande. La flota del enemigo estaba formada por 10-16 galeras genovesas al mando de Juan de Orreo y 15-20 francesas a las órdenes de Henri de Mari.
Los aragoneses rodearon las líneas enemigas, provocando la retirada de los genoveses y el desastre para los franceses. Mediante el uso enérgico de los espolones, así como con una destructiva lluvia de tornillos lanzados con las ballestas, que limpió las cubiertas francesas, la victoria fue completa. La derrota francesa fue seguida, como era habitual en las guerras navales del Medievo, por una matanza masiva.
A continuación, Roger se aproximó a la bahía de Rosas, donde se hallaba estacionada otra flota de más de 50 barcos, engañada al aproximarse Lauria bajo colores franceses. En mar abierto, los franceses fueron derrotados el 3 de septiembre y toda su flota capturada o hundida. A continuación, con refuerzos llegados de Barcelona, al cabo del día conquistó la plaza, y todos los suministros y tesoros almacenados allí por los franceses pasaron a manos aragonesas.
Esta brillantísima acción naval, junto con la derrota de las armas galas en el collado de las Panizas, forzó a Felipe III a retirarse. Felipe, gravemente enfermo, moriría en Perpiñán, siendo sucedido por el "Rey de Hierro", Felipe IV el Hermoso. Sin embargo, los franceses mantuvieron la ocupación del Valle de Arán hasta 1313, fecha en que fue recuperado por Jaime II de Aragón, el cual restituyó los usos y constituciones de sus habitantes, suprimidos por los franceses.
La derrota francesa supuso también la confiscación del reino de Mallorca por parte del rey aragonés. Jaime II de Mallorca no recuperaría su reino hasta 1295.
- Datos: Q2890678